# Alfred Egerton
Alfred Charles Glyn Egerton (* 11. Oktober 1886 in Glyn Cywarch, Wales; † 7. September 1959 in Mas del Soleou, Frankreich) war ein britischer Chemiker.
Egerton studierte am University College London. 1913/14 führte ihn ein Forschungsaufenthalt an das Labor von Walther Nernst in Berlin. 
1936 wurde er Professor for Chemische Technologie am Imperial College of Science. 
Von 1949 bis 1959 war er Direktor des Salters' Institute of Industrial Chemistry (heute: Worshipful Company of Salters).

## Auszeichnungen
- 1925: Fellow of the Royal Society
- 1946: Rumford Medal
- Alfred C. Egerton Gold Medal des Combustion Institute wurde nach ihm benannt (www.combustioninstitute.org)

## Schriften (Auswahl)
- Egerton, Alfred C.: I. Note on the determination of chemical constants. The London, Edinburgh, and Dublin Philosophical Magazine and Journal of Science 39.229 (1920): 1-20.
- Egerton, Alfred Charles Glyn: XXXI.—The divergence of the atomic weights of the lighter elements from whole numbers. Journal of the Chemical Society, Transactions 95 (1909): 238–242.
- Egerton, Alfred Charles Glyn: LXVI.—A study of the vapour pressure of nitrogen peroxide. Journal of the Chemical Society, Transactions 105 (1914): 647–657.
- Egerton, Alfred Charles: The vapour pressure of lead.—I. Proceedings of the Royal Society of London. Series A, Containing Papers of a Mathematical and Physical Character 103.722 (1923): 469–486.